# Ordem da Instrução Pública
A Ordem da Instrução Pública é uma ordem honorífica Portuguesa atribuída como galardão por altos serviços prestados na educação e no ensino. A sua origem remonta a abril de 1927 com a criação da Ordem da Instrução e da Benemerência, que foi desdobrada surgindo em 1929 a actual Ordem da Instrução Pública.

## História
A origem da Ordem da Instrução Pública remonta a 1927 quando foi criada a Ordem da Instrução e da Benemerência, com duas Classes correspondentes.
Dois anos depois, em 1929, esta Ordem estava dividida em duas ordens distintas, a Ordem de Benemerência (actual Ordem do Mérito) e a Ordem da Instrução Pública.
Em 1962, o grau de Cavaleiro (CvIP) / Dama (DmIP), foi substituído pela Medalha (MIP).

## Graus
A Ordem da Instrução Pública é composta por cinco graus:
- Grã-Cruz (GCIP)
- Grande-Oficial (GOIP)
- Comendador (ComIP)[nota 1]
- Oficial (OIP)
- Medalha (MIP)

Esta ordem não tem actualmente o grau de Cavaleiro (CvIP) / Dama (DmIP), tendo sido substituído, em 1962, pela Medalha (MIP).
Tal como acontece com outras ordens portuguesas, o título de Membro-Honorário (MHIP) pode ser atribuído a instituições e localidades.
Para além dos cidadãos nacionais também os cidadãos estrangeiros podem ser agraciados com esta Ordem.

## Conselho
Como Chanceler do Conselho das Ordens de Mérito Civil, que inclui a Ordem da Instrução Pública, foi nomeada em 2016 e reconduzida em 2021 Maria Helena Nazaré, a antiga reitora da Universidade de Aveiro. Nazaré sucedeu a Valente de Oliveira que exerceu estas funções desde 2013, substituindo no cargo o embaixador António Pinto da França (1935—2013), que ocupava o cargo desde 2006 e tinha sido reconduzido em 2011.

## Membros Titulares e Honorários
| Categorias da Wikipédia                          | Artigos |
| ------------------------------------------------ | ------- |
| Grã-Cruzes da Ordem da Instrução Pública         | 87      |
| Grandes-Oficiais da Ordem da Instrução Pública   | 61      |
| Comendadores da Ordem da Instrução Pública       | 54      |
| Oficiais da Ordem da Instrução Pública           | 39      |
| Cavaleiros da Ordem da Instrução Pública         | 8       |
| Medalhas da Ordem da Instrução Pública           | 2       |
| Membros honorários da Ordem da Instrução Pública | 46      |
| Total de artigos                                 | 251     |

Entre 1927 e 2017, foram registados mais de 2500 membros nesta Ordem. Entre os 2165 membros de nacionalidade portuguesa há 103 Grã-Cruzes, 163 Grandes-Oficiais, 324 Comendadores, 282 Oficiais e 721 Medalhas,  para além de 43 entidades como Membros-Honorários. Com o extinto grau de Cavaleiro ou Dama é possível encontrar 529 registos.
Entre os 368 agraciados estrangeiros encontramos 50 Grã-Cruzes, 54 Grandes-Oficiais, 136 Comendadores, 102 Oficiais e 3 Medalhas, para além de uma entidade como Membro-Honorário. Com o extinto grau de Cavaleiro ou Dama é possível encontrar 22 registos.
Na lista de distinguidos podemos encontrar alguns exemplos aqui ordenados cronologicamente:
- Colégio Militar GCIP (1931-08-26)
- Augusto César Moreno OIP (1933-10-05)
- Fernando Pires de Lima CvIP (1940-06-26)
- Instituto Militar dos Pupilos do Exército MHIP (1953-09-22)
- António Correia de Oliveira GOIP (1955-08-26)
- Juvenal de Araújo ComIP (1963-05-04)
- José Hermano Saraiva GCIP (1970-02-14)
- Manuel Correia Abreu MIP (1971-07-01)
- Margarida Abreu ComIP (1979-12-21)
- Carlos Alberto da Mota Pinto GCIP (1985-08-24, a título póstumo)
- Luis Vianna Filho GCIP (1987-11-26, cidadão brasileiro)
- José Pacheco ComIP (2004-05-08)